# Parafia Ścięcia św. Jana Chrzciciela w Starej Kamienicy
Parafia pw. Ścięcia Świętego Jana Chrzciciela w Starej Kamienicy – parafia rzymskokatolicka w dekanacie szklarskoporębskim w diecezji legnickiej. Jej proboszczem jest ks. Roman Lubański. 